# كأس جنوب إفريقيا 2015–16
كأس جنوب أفريقيا 2015–16 هو موسم من كأس جنوب أفريقيا. فاز فيه سوبر سبورت يونايتد.